# Binta Jallow
Binta Jallow (geb. um 2001) ist eine gambische Leichtathletin.

## Leben
Ihr erster internationaler Wettkampf waren die African Youth Games 2018 in Algier (Algerien), wo sie über 200 Meter mit 25,44 Sekunden Platz vier belegte.
Sie erreichte bei den Leichtathletik-Jugendafrikameisterschaften 2019 (U18) in Abidjan (Elfenbeinküste) Platz vier im 400-Meter-Lauf und stellte mit einer Zeit von 54,98 Sekunden einen neuen gambischen Landesrekord auf. Die vorige Bestzeit von Adama Njie aus dem Jahr 2001 hatte bei 55,32 Sekunden gelegen. Außerdem gewann sie über 200 Meter mit 24,13 Sekunden die Bronzemedaille.